# Aardpeer
De aardpeer, topinamboer, knolzonnebloem of jeruzalemartisjok (Helianthus tuberosus) is een vaste plant uit de composietenfamilie.

## Herkomst
Ondanks de naam jeruzalemartisjok is er geen verband met Jeruzalem en het is ook geen artisjok, al lijkt de smaak er wat op. De naam is waarschijnlijk een verbastering van het Italiaanse girasole articiocco (artisjokzonnebloem). Van oorsprong groeit de aardpeer in Noord-Amerika. Hij is voor het eerst beschreven door de Franse ontdekkingsreiziger Samuel de Champlain in 1605, die hem aantrof bij de Huron-indianen. Sindsdien is de knol vooral in Frankrijk zeer populair.

## Kweek
De plant wordt zowel in de siertuin als in de groentetuin gekweekt en heeft in het Nederlandse klimaat de neiging zich sterk uit te breiden. De knollen overleven overigens meermaals afmaaien niet.
Er zijn diverse rassen van deze plant, die onder andere in hoogte kunnen verschillen van ongeveer 1,5 m tot 3,5 m.
Zoals de naam aardpeer al doet vermoeden worden de ondergrondse delen (wortelknollen) gebruikt. Deze wortels bevatten fructanen, biotine, calcium, ijzer, natrium en inuline. Ook is bekend dat de wortels geen nitraten opslaan.
In Noordwest-Europa is deze plant alleen in mooie zomers getooid met gele bloemen. Een hoekje van 2 m² kan in een jaar 10 kg eetbare knollen opbrengen. Oogsten van de knollen kan gebeuren na de eerste nachtvorst en kan vervolgens gedurende de gehele winter.

## Gebruik
De knol heeft slechts een dunne schil en schillen is niet nodig. De aardpeer kan rauw gegeten worden, bijvoorbeeld als salade. De smaak van de knol is lichtelijk zoet, notig en heeft iets van een artisjok. De witte of roze knollen verkleuren aan de lucht snel naar bruin. De aardpeer kan ook gekookt worden. De kooktijd varieert van 10 minuten voor de kleine aardperen, tot 30 minuten voor de grote. Ook is het mogelijk de aardpeer na kort koken te bakken, net als aardappelen, al dan niet met toevoegen van kruiden, knoflook, etc.
Doordat de drievoudige suikers in de menselijke darm niet worden opgenomen maar door bacteriën afgebroken, ontstaat het gas kooldioxide. Het eten van aardpeer kan daardoor leiden tot winderigheid.
Eenmaal uit de grond drogen de knollen snel uit en zijn daardoor in de koelkast hoogstens enkele dagen houdbaar.

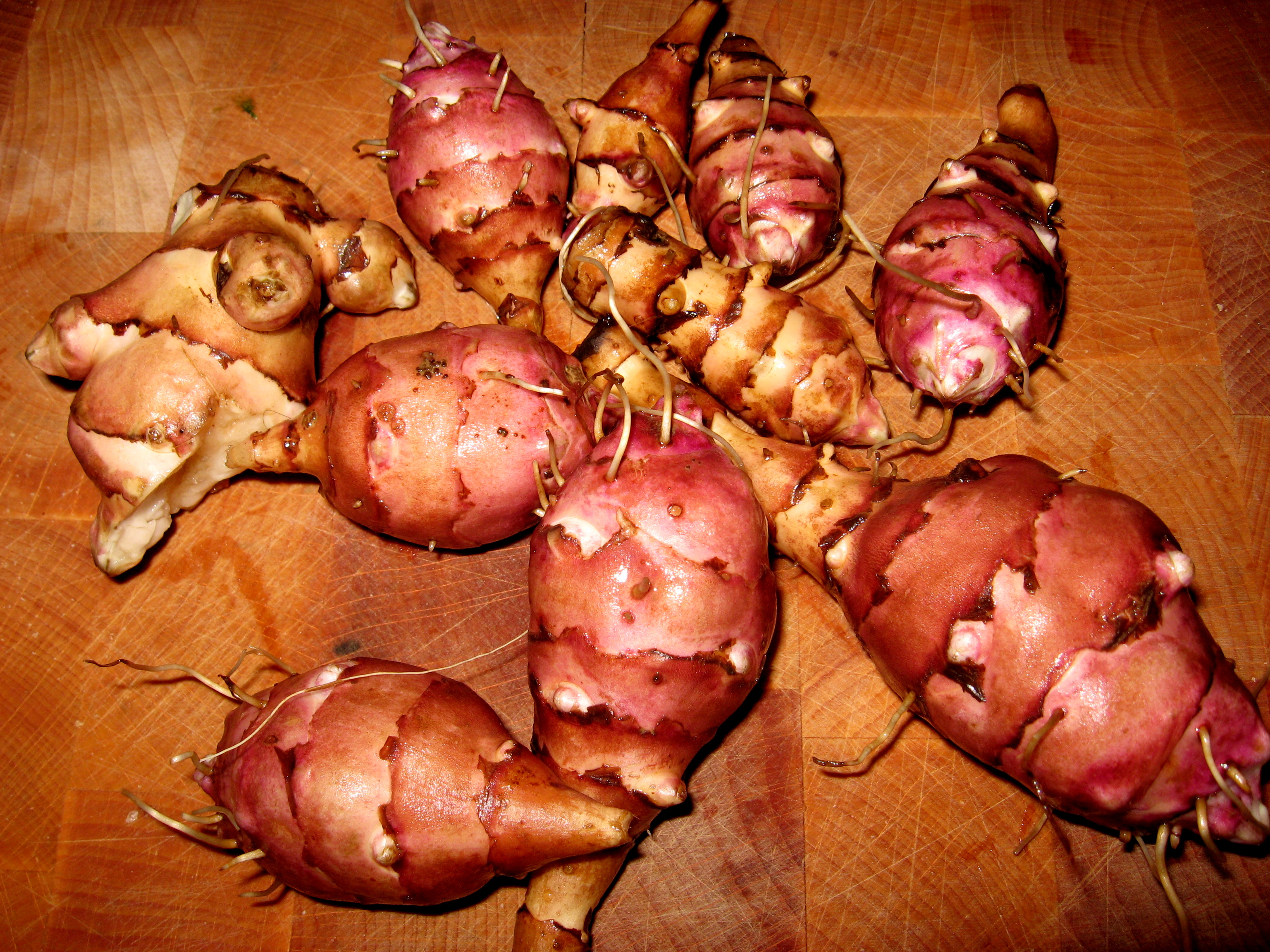
Aardperen
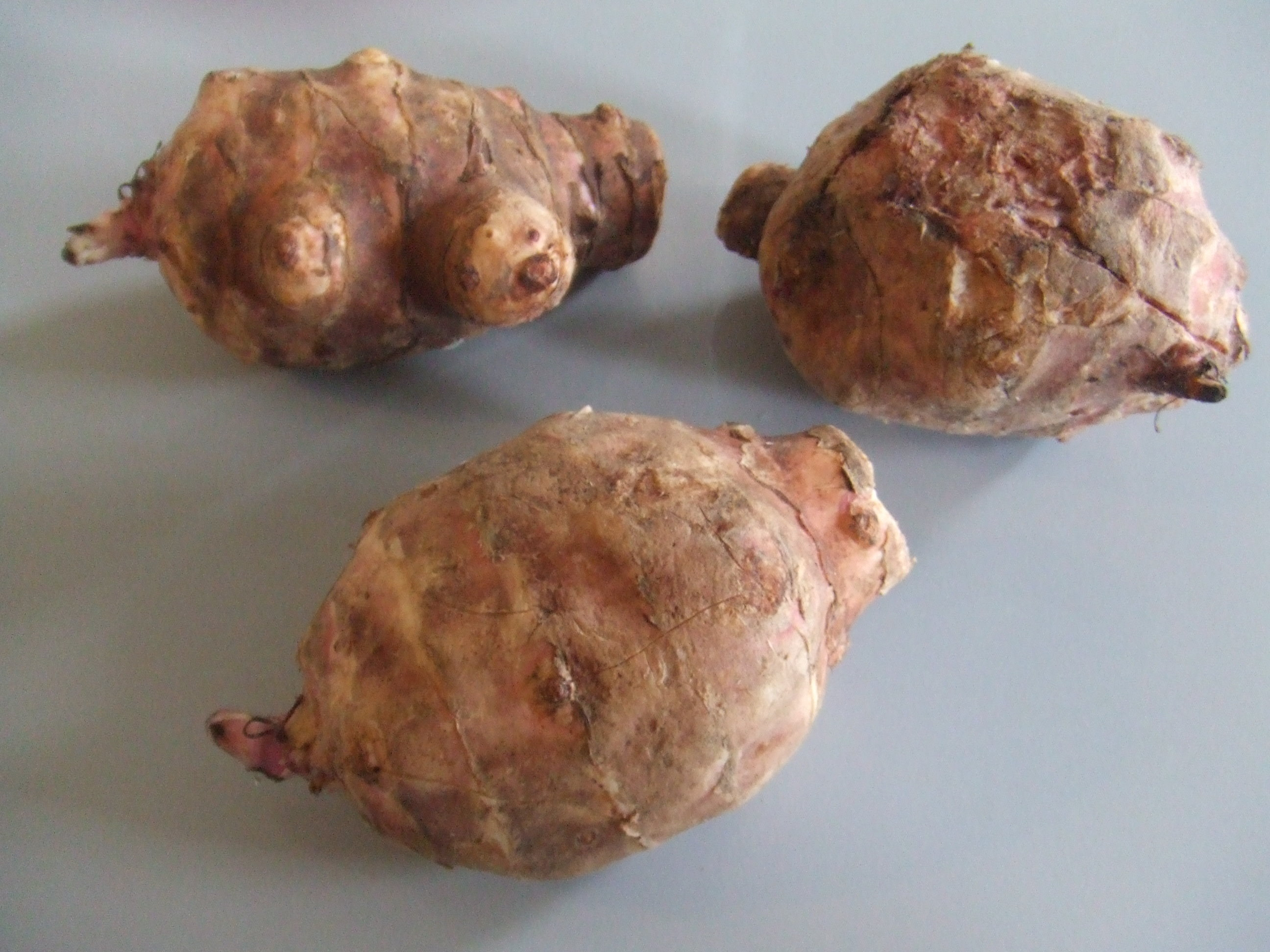
Wortelknollen van topinamboer
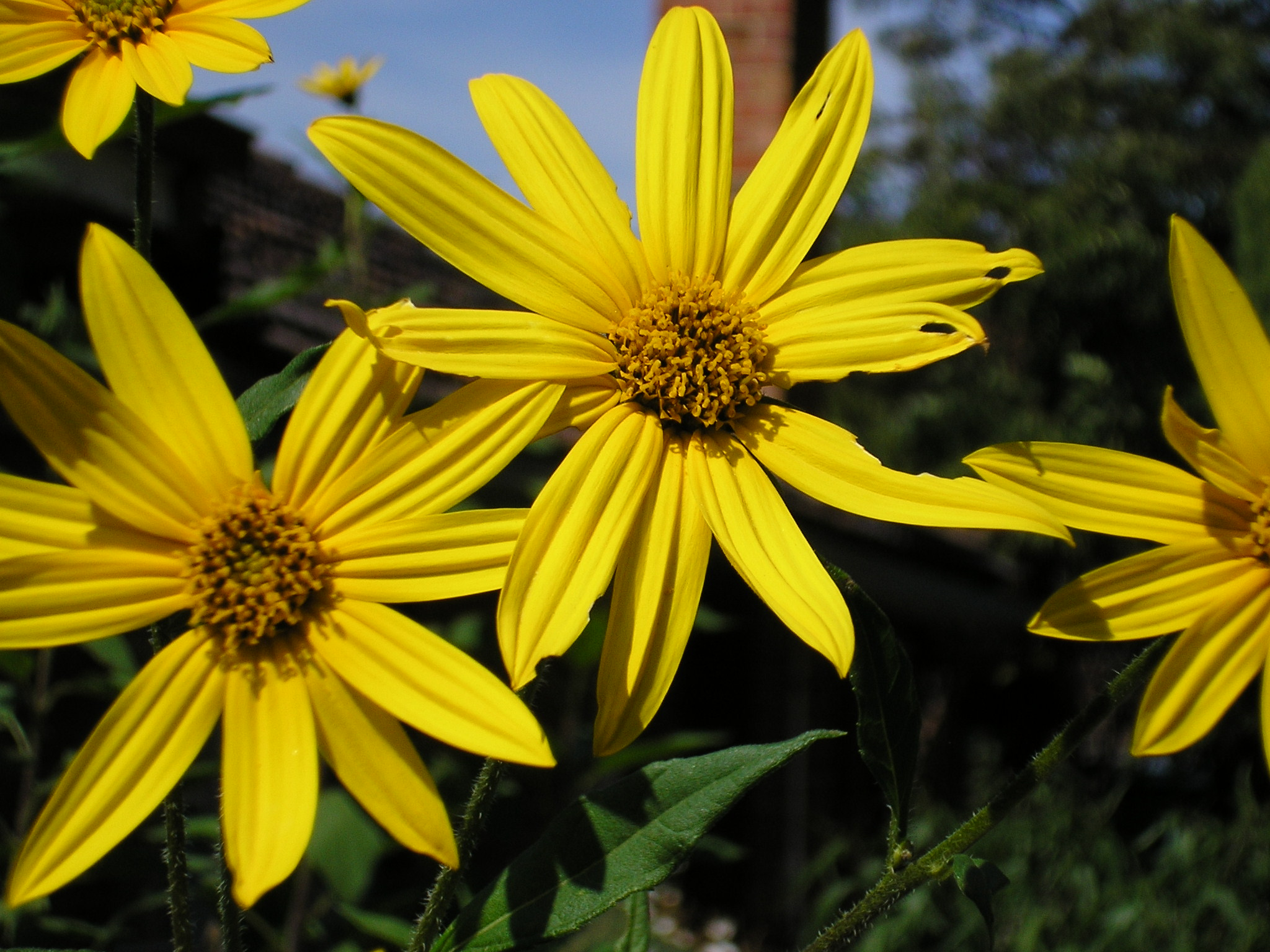
Bloem van de aardpeer
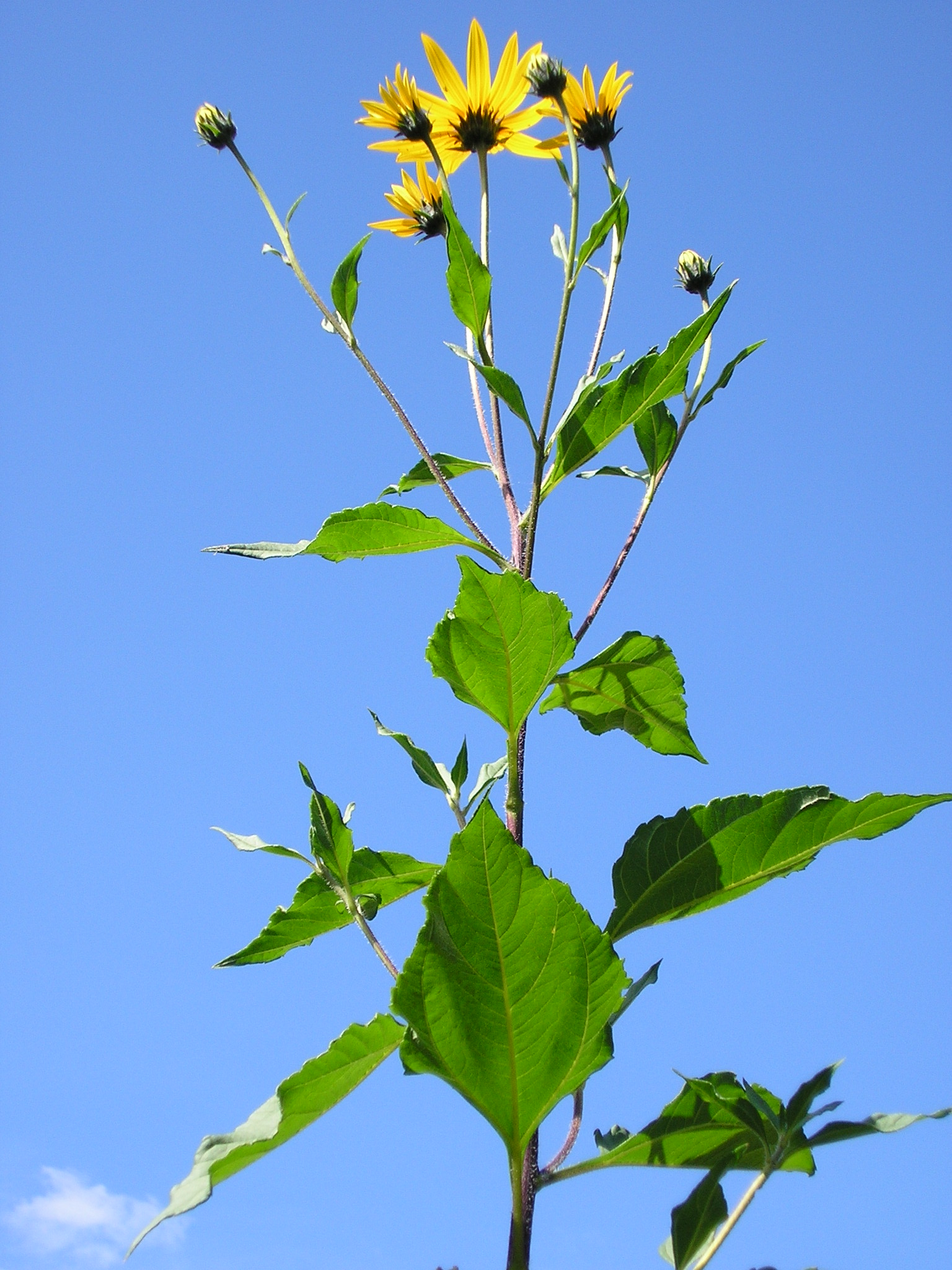
Bloem met blad van de aardpeer